# La Lande-Saint-Siméon

La Lande-Saint-Siméon este o comună în departamentul Orne, Franța. În 1 ianuarie 2022 avea o populație de 163 de locuitori.